# Bisalahalli, Gubbi
Bisalahalli là một làng thuộc tehsil Gubbi, huyện Tumkur, bang Karnataka, Ấn Độ.